# Dennis Franz
Dennis Franz, all'anagrafe Dennis Franz Schlachta (Maywood, 28 ottobre 1944), è un attore statunitense di origini tedesche, noto al grande pubblico per il ruolo di Andy Sipowicz, detective della serie poliziesca NYPD - New York Police Department (1994-2005).

## Biografia
Nato a Maywood (Illinois) da immigrati tedeschi, Eleanor Mueller, dipendente delle Poste, e Franz Ferdinand Schlachta, fornaio e poi dipendente postale. Ha due sorelle maggiori, Heidi (* 1935) e Marlene (* 1938).
Si diploma alla Proviso East High School per poi laurearsi alla Southern Illinois University Carbondale. Viene poi richiamato alle armi in una compagnia aviotrasportati in Vietnam. È un forte sostenitore della guerra al terrorismo e a questo riguardo ha dichiarato, incitando gli americani a dare appoggio alle truppe.
Franz inizia a recitare nel rinomato Organic Theatre di Chicago e colleziona piccole apparizioni in serie televisive quali A-Team mentre guadagna la ribalta del piccolo schermo interpretando il moralmente ambiguo Norman Buntz in Hill Street giorno e notte e nel suo breve spin-off Beverly Hills Buntz.
Ma è con il personaggio di Andy Sipowicz che Franz ottiene la fama, vincendo quattro Emmy Award tra il 1994 e il 2004. Sipowicz occupa la 23ª posizione nella classifica dei 100 migliori personaggi della TV stilata dalla rivista Bravo.
Franz ha partecipato a uno speciale film TV animato de I Simpson nei panni di un Homer crudele e perverso, accusato di molestie sessuali, nell'episodio Scene di lotta di classe a Springfield.
Sposato dal 1995 con Joanie Zeck, alla quale era legato da tredici anni. Nel 2005, al termine di NYPD - New York Police Department, ha annunciato il ritiro dalle scene.

## Filmografia parziale

### Cinema
- Ricorda il mio nome (Remember My Name), regia di Alan Rudolph (1978)
- Fury (The Fury), regia di Brian De Palma (1978)
- Un matrimonio (A Wedding), regia di Robert Altman (1978)
- Una coppia perfetta (A Perfect Couple), regia di Robert Altman (1978)
- Popeye - Braccio di Ferro (Popeye), regia di Robert Altman (1980)
- Vestito per uccidere (Dressed to Kill), regia di Brian De Palma (1980)
- Blow Out, regia di Brian De Palma (1981)
- Psycho II, regia di Richard Franklin (1983)
- Omicidio a luci rosse (Body Double), regia di Brian De Palma (1984)
- A 30 secondi dalla fine (Runaway Train), regia di Andrey Konchalovskiy (1985)
- Un bel pasticcio! (A Fine Mess), regia di Blake Edwards (1986)
- Uccidete la colomba bianca (The Package), regia di Andrew Davis (1989)
- 58 minuti per morire - Die Harder (Die Hard 2), regia di Renny Harlin (1990)
- American Buffalo, regia di Michael Corrente (1996)
- City of Angels - La città degli angeli (City of Angels), regia di Brad Silberling (1998)

### Televisione
- Chicago Story – serie TV, 13 episodi (1982)
- Bay City Blues – serie TV, 8 episodi (1983)
- Hill Street giorno e notte (Hill Street Blues) – serie TV, 39 episodi (1983-1987)
- A-Team (The A-Team) – serie TV, 2 episodi (1984-1985)
- Hardcastle & McCormick (Hardcastle and McCormick) – serie TV, episodio 1x21 (1984)
- Hunter – serie TV, 2 episodi (1985)
- La prossima vittima (Deadly Messages), regia di Jack Bender – film TV (1985)
- Beverly Hills Buntz – serie TV, 13 episodi (1987-1988)
- Matlock – serie TV, 2 episodi (1989)
- Nasty Boys – serie TV, 12 episodi (1990)
- Stato d'assedio (In the Line of Duty: Siege at Marion) – film TV (1992)
- NYPD - New York Police Department (NYPD Blue) – serie TV, 261 episodi (1994-2005)
- Mighty Ducks – serie TV, 3 episodi (1996)

## Riconoscimenti
- Golden Globe
  - 1995 – Miglior attore in una serie drammatica per NYPD – New York Police Department
- Blockbuster Entertainment Awards
  - 1999 – Candidatura come Miglior attore non protagonista in un film drammatico/romantico per City of Angels – La città degli angeli
- Saturn Award
  - 1999 – Candidatura come Miglior attore non protagonista per City of Angels – La città degli angeli
- Primetime Emmy Awards
  - 1994 - Migliore attore protagonista in una serie drammatica - NYPD - New York Police Department
  - 1996 - Migliore attore protagonista in una serie drammatica - NYPD - New York Police Department
  - 1997 - Migliore attore protagonista in una serie drammatica - NYPD - New York Police Department
  - 1999 - Migliore attore protagonista in una serie drammatica - NYPD - New York Police Department

## Doppiatori italiani
Nelle versioni in italiano delle opere in cui ha recitato, Dennis Franz è stato doppiato da:
- Sergio Tedesco in Hunter, Streethawk - Il falco della strada, 58 minuti per morire - Die Harder
- Bruno Alessandro in A- Team (ep. 2x19), City of angels - La città degli angeli
- Pietro Biondi in NYPD - New York Police Department
- Giorgio Lopez in Hill Street giorno e notte
- Renzo Stacchi in Vestito per uccidere
- Manlio De Angelis in Blow Out
- Angelo Nicotra in Psycho II
- Marcello Tusco in Omicidio a luci rosse
- Mauro Bosco in A-Team (ep. 3x23)
- Michele Gammino in Uccidete la colomba bianca
- Massimo Corvo in American Buffalo
- Ambrogio Colombo in New York Mounted
- Stefano De Sando in La legge è uguale per tutti